# Vaccinium sylvaticum
Vaccinium sylvaticum är en ljungväxtart som beskrevs av Adolph Daniel Edward Elmer. Vaccinium sylvaticum ingår i Blåbärssläktet, och familjen ljungväxter. Inga underarter finns listade i Catalogue of Life.